# 세계 교사의 날

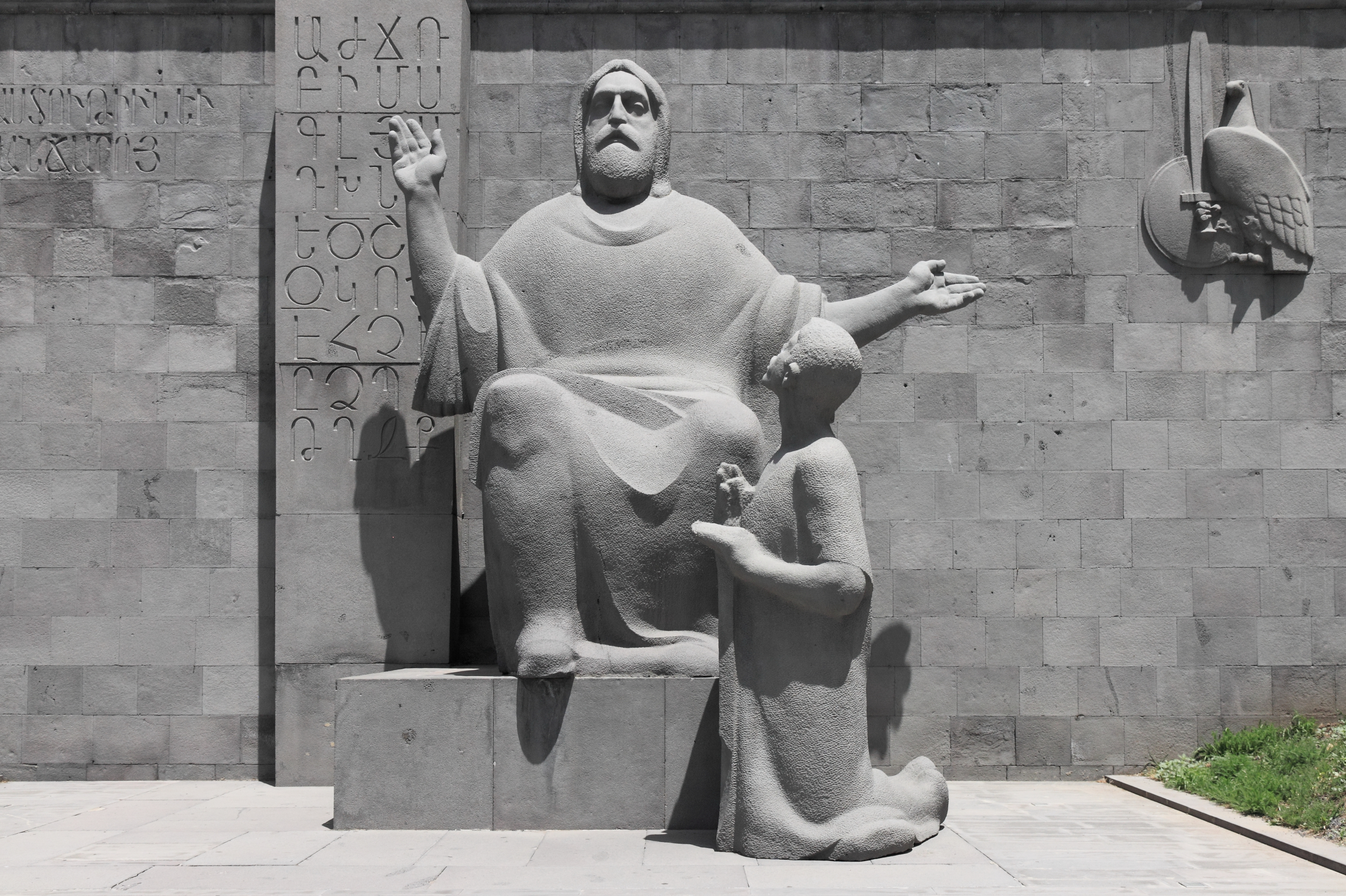

세계 교사의 날(世界 敎師 - , 영어: World Teachers' Day)은 전 세계의 교사들을 기념하기 위해 1994년 이후로 매년 10월 5일 개최되는 행사이다. 그 목적은 교사들에 대한 지원을 집결시키고, 미래 세대의 요구가 교사에 의해 계속 충족되도록 보장하는 것이다.
100여개국에서 세계 교사의 날을 기념하고 있으며, 국제교육연맹(EI)와 401개 회원국의 노력으로 현재와 같이 널리 알려졌다. 국제교육연맹은 매년 교육계 종사자들의 기여를 강조하기 위한 인식 제고 캠페인을 벌이고 있다.

## 같이 보기
- 교육 인터내셔널